# Astronomija
Astronomija ili zvjezdoznanstvo (grč. ἀστρονομία: zvjezdoznanstvo) jest znanost o nebeskim tijelima i pojavama u svemiru te o njegovu ustroju; jedna od najstarijih ljudskih djelatnosti. Astronomija se razvila iz praktičnih potreba i zadržala je i dalje taj svoj praktični značaj (izradba kalendara, određivanje točnog vremena, točnog položaja, orijentacija pri putovanju, osobito na moru i u zraku). Izvanredno dug razvoj astronomije kao egzaktne prirodne znanosti, niz otkrića i uspjesi što ih je postizala u ispravnom tumačenju prirodnih pojava omogućili su da se pravilno ocijeni njezina uloga pri upoznavanju svijeta koji nas okružuje. Zato se rezultati njezinih istraživanja mogu upotrijebiti kao oslonac znanstvenom, naprednomu nazoru o svijetu u borbi protiv neznanstvenih shvaćanja.
Astronomija se bavi opažanjem i objašnjavanjem pojava izvan Zemlje i njezine atmosfere. Astronomija proučava porijeklo, razvoj, fizička i kemijska svojstva nebeskih tijela: zvijezda, zvjezdanih sustava, planeta, crnih rupa i drugih objekata u svemiru, kao i procesa koji se događaju u njima. Osobe koje se bave astronomijom zovu se astronomima ili zvjezdoznancima. Astronomija je jedna od znanosti u kojima amateri još uvijek imaju posebnu ulogu u otkrivanju i promatranju tranzicijskih pojava.
Riječ astronomija potječe iz starogrčkog i u slobodnom prijevodu znači „zakon(i) zvijezda”. Astronomiju treba razlikovati od astrologije koja je pseudoznanost o predviđanju ljudske sudbine promatranjem putanja zvijezda i planeta. 

## Povijest astronomije
Astronomijom su se bavili stari Kinezi, Indijci, Babilonci, Egipćani i Grci. U Kineza su astronomi bili državni činovnici koji su, po službenoj dužnosti, morali pratiti kretanje nebeskih tijela i nebeske pojave. Kod drevnih Indijaca, Babilonaca i Egipćana astronomijom su se bavili svećenici. Svi ti narodi vrlo su rano upoznali dnevno i godišnje kretanje nebeskih tijela i uočili zakonitosti kod nebeskih pojava, napose kod pomrčina, pa su se te pojave pretkazivale. Kineski godišnjaci već 2857. pr. Kr. bilježe pomrčine i pojave kometa, ali je spaljivanjem znanstvenih spisa na zapovijed cara Qin Shi Huangdi 221. pr. Kr. spriječeno da se spoznaju druge potankosti o kineskoj astronomiji. Grci su astronomiju digli na stupanj egzaktne znanosti. Oni su se vjerojatno mnogo koristili opažanjima i otkrićima Babilonaca (Metonov ciklus, Saros i podjela zodijaka u znakove), ali su nadmašili svoje prethodnike i suvremenike izgrađujući čvrstu znanstvenu zgradu astronomije, počevši od Talesa i Hiparha, koji je otkrio pojavu precesije, a ujedno je primijenio matematičke metode kako bi odredio važne pojave u kretanju Sunca, Mjeseca i planeta. Aristarh sa Samosa je prvi dao točnu metodu za mjerenje daljine Sunca i Mjeseca, a kretanje na nebu protumačio kao posljedicu stvarnoga kretanja Zemlje oko vlastite osi i oko Sunca. To je njegovo naučavanje bilo silom sprječavano, pa i ugušivano, sve dok ga nije ponovno iznio Nikola Kopernik. Grčko proučavanje nastavljeno je u Aleksandrijskoj školi: Eratosten je izmjerio opseg Zemlje, a Klaudije Ptolemej skupio sve dotadašnje astronomsko znanje u čuvenom Velikom sustavu (grč. Μεγάλη σύνταξıς); odatle naslov ne arapskom jeziku Almagest. S propašću Rimskoga Carstva smanjilo se zanimanje za astronomiju. 
U srednjem vijeku rad na astronomiji nastavili su Arapi. Kopernikovo djelo O gibanjima nebeskih tijela (lat. De revolutionibus orbium coelestium, 1543.) značilo je početak nove ere u astronomiji i napuštanje Ptolemejeva geocentričkog sustava. Značenje Kopernikova nauka za raskid s religijskim predrasudama isticao je osobito Giordano Bruno, kojega je rimska inkvizicija zbog toga živa spalila (1601.). Razvoj astronomije povezan je nadalje uz Johannesa Keplera i Galilea Galileja. Oni su utemeljili nebesku mehaniku, na kojoj je onda Isaac Newton zasnovao svoj zakon nebeske mehanike (Newtonov zakon gravitacije), i konačno rješio pitanje o kretanju planeta i drugih nebeskih tijela. Svoje naučavanje izložio je Newton u djelu Matematička načela naravne filozofije (lat. Philosophiae naturalis principia mathematica, 1687.). Galilei, Kepler i Newton važni su ne samo zbog svojega rada na proučavanju kretanja nebeskih tijela nego i zbog svojeg priloga u razvoju astronomskih instrumenata. Galilei je primijenio dalekozor, a Kepler pronašao tip dalekozora koji se do danas upotrebljava u astronomiji. Newton je uveo dalekozor sa zrcalom (reflektorski teleskop) za proučavanje nebeskih tijela i otkrio rastavljanje bijele svjetlosti u spektar, na čemu se temelji astrofizika.
Primjenjujući Newtonov zakon gravitacije, francuski matematičari i astronomi naglo su razvili nebesku mehaniku. Uporaba dalekozora omogućila je nova saznanja o planetima, otkrivena su i nova, dotad nepoznata nebeska tijela. U 18. stoljeću Edmond Halley je otkrio vlastito gibanje zvijezda, a James Bradley pojavu aberacija svjetlosti i nutacije. Istraživanja Williama Herschela dala su prve znanstvene slike o ustroju zvjezdanog sustava. Friedrich Wilhelm Bessel je 1838. prvi izmjerio daljinu zvijezde (broj 61 u Labudu), što je proširilo granice dotadašnjega "svijeta". Oko polovice 19. stoljeća počeo je razvoj spektralne analize i fotometrije, to jest astrofizike. S pomoću Dopplerova učinka mjere se brzine kretanja zvijezda i galaktika, njihove rotacije, a položaji i jačine spektralnih linija govore ne samo o kemijskom sastavu svemirskih tijela nego i o temperaturama, veličini, tlaku, ionizaciji i električnim poljima na zvijezdama i u međuzvjezdanim prostorima. Fotometrija zajedno sa statistikom otkriva tamnu tvar među zvijezdama i dolazi do spoznaja o spiralnoj strukturi našega sustava Mliječnog puta. 
U 20. stoljeću opet se proširio doseg "svijeta" mjerenjem udaljenih galaktika i njihovih brzina. Najudaljeniji poznati kozmički objekti su danas od nas daleko više od 10 milijardi godina svjetlosti. Sva ta otkrića temelje se na astrofizičkim instrumentima: spektrometrima, fotometrima, interferometrima, fotografskim aparatima i fotoelektričnim uređajima, zajedno s refraktorima i reflektorima velikih modernih zvjezdarnica. Na kraju je došla i primjena radarske tehnike i radiotehnike, koje stvaraju novo područje radio astronomije.

## Grane astronomije

### Podjela prema predmetu promatranja
- Astrobiologija proučava nastanak i evoluciju bioloških sustava u svemiru.

- Astrognozija je grana astronomije koja se bavi vještinom prepoznavanjem zviježđa i nebeskih objekata na nebu.

- Astrofizika s kozmologijom se bavi proučavanjem fizike svemira, uključujući luminozitet, gustoću, temperaturu i kemijski sastav zvijezda, nastanak i evoluciju galaksija, svojstva međuzvjezdanog prostora, svojstva crnih rupa i drugih pojava na nebu.

- Astrometrija i sferna astronomija se bavi proučavanjem putanja nebeskih tijela u svemiru i njihovim promjenama, određuje koordinatne sustave i proučava kinematiku nebeskih tijela.

- Kozmologija proučava porijeklo i razvoj svemira kao cjeline;

- Galaktička astronomija bavi se proučavanjem strukture i dijelova naše galaktike - Mliječne staze;

- Galaktička formacija i evolucija proučava formiranje zvjezdanih sustava (galaksija) i njihov razvoj;

- Izvangalaktička astronomija bavi se proučavanjem tijela izvan Mliječne staze;

- Nebeska mehanika proučava gibanje nebeskih tijela pod djelovanjem sile, te stanje ravnoteže samih tijela;

- Planetarne znanosti proučavaju planete Sunčevog sustava;

- Stelarna astronomija proučava zvijezde;

- Stelarna evolucija proučava razvoj zvijezde od njezina stvaranja do svršetka;

- Stelarna statistika istražuje statističkim metodama prostorne i vremenske raspodjele svemirskih tijela i njihovih gibanja, bilo da je riječ o zvijezdama ili nekim drugim objektima u galaktikama, ili pak o bilo kojim drugim objektima u nekom dijelu svemira. Polazište je statistike velik broj tijela; u jednoj galaktici ima oko 1011 zvijezda, a galaktikâ u svemiru ima i više od 1011. Potanko su ispitivani samo malobrojni primjerci; na temelju tipičnih uzoraka izvode se općenitiji zaključci. Izvori statistike pretežno su katalozi zvijezda, galaktika, odnosno odabranih objekata s obzirom na neka njihova svojstva. Statistički rezultat daje predodžbu o građi i obliku neke vrste tijela te o njihovu okupljanju.

- Teorijska astronomija koristi se podatcima astrometrije i nebeske mehanike te povezuje položaj tijelâ na nebeskoj sferi s njihovim mehaničkim svojstvima, da bi se iz opažanja odredile prave staze tijela, ili obratno, iz pravih staza proračunali prividni položaji tijela (efemeride).

- Zvjezdana formacija proučava uvjete i sile koje djeluju u unutrašnjosti oblaka plina i dovode do stvaranja zvijezde.

### Podjela prema načinu istraživanja
Danas se astronomski podaci najvećim dijelom dobivaju analizom elektromagnetskih valova ali i subatomskih čestica (elektrona, protona, neutrina). U bliskoj budućnosti očekuje se i proučavanje gravitacijskih valova.
Astronomiju tradicionalno dijelimo prema promatranom dijelu elektromagnetskog spektra:
- Optička astronomija: astronomija u dijelu elektromagnetskog spektra vidljivog ljudskim okom (valne duljine 400 nm - 800 nm).

- Infracrvena astronomija: astronomija u infracrvenom dijelu elektromagnetskog spektra (valne duljine 700 nm - 1 mm) .

- Radio astronomija: astronomija koja koristi instrumente slične radio/televizijskim antenama za istraživanje u području elektromagnetskih valova centimetarske i milimetarske duljine (valne duljine 30 cm - 1 mm).

- Astronomija u području visokih energija ili astronomija u rendgenskom (X), ultraljubičastom i gama elektromagnetskom spektru:
  - Rendgenska astronomija - (valne duljine 5 pm - 10 nm)
  - Ultraljubičasta astronomija - (valne duljine 380 nm - 10 nm}
  - Gama astronomija

- Astronomija u području zračenja drugih subatomskih čestica:
  - Neutrino astronomija
  - Astronomija gravitacijskih valova je u začetku.

- Izvanzemaljska ili ekstraterestrička astronomija provodi istraživanja svemirskim letjelicama izvan atmosfere; neka se zračenja inače ne bi mogla primijetiti. Teleskopi za rendgensko i gama zračenje šalju se izvan atmosfere, a infracrveno ili toplinsko zračenje opaža se barem s visokih planina. Ono pristiže iz međuzvjezdanog prostora (od zrnaca praha i molekularnih oblaka), iz bliske okoline zvijezda, te posebno od zvijezda u nastajanju. Rendgensko zračenje pristiže s cijeloga neba i iz posebnih izvora, kao što su dvojne zvijezde, ostatci supernovih zvijezda, središta skupova galaktika te aktivnih galaktika i oslikava procese u kojima se oslobađaju velike energije. Najslabije su upoznati izvori gama zračenja koje pristiže iz površina oko središta ravnine galaktike, te iz pojedinačnih izvora. Vjerojatno se, kao i kod rendgenskog zračenja, radi o vrlo velikim energetskim pretvorbama, pa i o pojavama crnih rupa.

- Relativistička astrofizika dio je astronomije koja obrađuje svemirsku tvar vrlo velikih energija, brzina i gustoća, a što se javlja primjerice u bijelih patuljaka, neutronskih zvijezda, crnih rupa, vrlo aktivnih galaktika (kvazari; radiogalaktike), a također i u ranim stadijima svemira.

- Planetologija obuhvaća složena fizička, kemijska, geološka i druga istraživanja planeta, interdisciplinarna je i postupno se oblikuje kao posebna prirodoznanstvena grana.

Dok se u optičkoj i radio astronomiji opažanja mogu vršiti s površine Zemlje, astronomija u području visokih energija je primjenjiva jedino iz svemira ili visokih slojeva atmosfere korištenjem zrakoplova ili balona. Razlog tome je nepropusnost atmosfere za elektromagnetske valove kratkih valnih duljina. Slično tome, infracrveno zračenje koji dolazi iz svemira apsorbira vodena para u atmosferi pa se opažanja provode sa suhih mjesta, visokih planinskih vrhova ili iz svemira.

## Astrognozija
Astrognozija (od starogrč. ἀστήρ: zvijezda i γνῶσις: znanje), grana astronomije koja se bavi prepoznavanjem zvijezda i zviježđa te drugih nebeskih tijela na nebu, orijentacijom s pomoću zvijezda, a i vještina u uočavanju odabranih tijela (dvojnih zvijezda, maglica, zvjezdanih skupina i drugog). Bez prepoznavanja geometrijskog rasporeda zvijezda i jačine njihove svjetlosti nemoguće je orijentirati se i otkriti išta novo na nebu, primjerice komet ili novu zvijezdu.

## Zemljina putanja
Zemljina putanja u astronomiji predstavlja planetarnu putanju (orbitu) Zemlje kojom obilazi Sunce, na udaljenosti od jedne astronomske jedinice (AJ) ili 149 597 870 691 ± 30 metara, što predstavlja približno 150 milijuna kilometara. Perihel Zemlje je najbliža točka Zemljine putanje do Sunčeva središta, smještena na kraju velike osi elipse kojom se Zemlja giba relativno prema Suncu, a Zemlja prolazi kroz perihel svake godine početkom siječnja (u zadnje vrijeme 3. siječnja) i iznosi 147 098 291 km. Afel Zemlje je najudaljenija točka putanje Zemlje do Sunčeva središta, a Zemlja prolazi kroz afel početkom srpnja (u zadnje vrijeme 4. srpnja) i iznosi 152 098 233 km. Orbitalna brzina Zemlje je 30 km/s (108 000 km/h) što znači da pređe udaljenost Zemljinog promjera (oko 12 700 km) za 7 minuta ili udaljenost do Mjeseca (oko 384 000 km) za 4 sata. 
Godina je vrijeme potrebno da Zemlja obiđe oko Sunca. Prema referentnoj točki u odnosu na koju se određuje puni obilazak Zemlje oko Sunca određeno je nekoliko godina ponešto različite duljine trajanja: 
- zvjezdana ili siderička godina (365 d 6 h 9 min 9,76 s = 365,256363 d) je vrijeme obilaska Zemlje oko Sunca s obzirom na sustav dalekih zvijezda;
- tropska ili Sunčeva godina (365 d 5 h 48 min 46 s = 365,242189 d) je vrijeme između dvaju uzastopnih prolazaka Sunca proljetnom točkom;
- anomalistička godina (365 d 6 h 13 min 52,6 s = 365,259636 d) je vrijeme potrebno da Zemlja ponovno prođe kroz istu točku na svojoj putanji (kroz perihel);
- eklipsna ili drakonistička godina (346 d 14 h 52 min 54 s = 346,620075 d) je vrijeme između dvaju uzastopnih prolazaka Sunca istim uzlaznim čvorom Mjesečeve putanje.[3]

Zvjezdana godina važna je u mehanici gibanja planeta, dok je tropska godina razdoblje u kojem se godišnja doba izmijene i zato je važna za svakodnevni život; njihova razlika uzrokovana je precesijom Zemlje.

## Nebeska mehanika
Nebeska mehanika je grana astronomije koja proučava gibanje nebeskih tijela pod djelovanjem sile, te stanje ravnoteže samih tijela. U užem smislu, to je primjena klasične mehanike, a osim gravitacijske sile uključuje tlak elektromagnetskog zračenja, elektromagnetske sile i otpor atmosfere u kojoj se gibaju umjetni sateliti. Izraz astrodinamika označuje primjenu nebeske mehanike na umjetne satelite i međuplanetarne letjelice, a dinamička astronomija primjenu na sva gledišta nebeske mehanike i na sva tijela u svemiru. Stelarna dinamika primjena je nebeske mehanike na gibanje zvijezda u galaktici.
Nebeska mehanika proučava gravitacijske sile, koje su sveprisutne i djeluju na svim svemirskim prostranstvima. Newtonov zakon gravitacije tumači gibanje planeta oko Sunca, gibanje složenih sustava u svemiru do najvećih daljina, stvaranje i oblik nebeskih tijela. Pritom treba zapaziti jedno vrlo važno pravilo: znanje o osobinama drugih i dalekih nebeskih tijela stječe se jednako točnim, jednako valjanim metodama kao što su metode kojima se koristimo kad istražujemo najbliža nebeska tijela i tijela u laboratoriju. 

## Mjesec
Mjesec (lat. Luna) je Zemljin prirodni satelit i ujedno najbliže nebesko tijelo, udaljeno u prosjeku 384 401 km, tako da svjetlost s Mjeseca na Zemlju stiže za 1,25 sekundi. Mjesec obilazi Zemlju po eliptičnoj stazi srednjom brzinom od 1,02 km/s, i prelazi dnevni luk od 13° 10".  Mjesec je čvrsto nebesko tijelo promjera 3 647 km, te je po površini 14 puta, po obujmu 50 puta, a po masi 81 puta manje od Zemlje. Ubrzanje sile teže je na Mjesecu 6 puta manje nego na Zemlji. Mjesec se oko Zemlje obrne za 27 dana 7 sati 43 minute i 11.6 sekundi (siderički mjesec).  
Mjesec je najsjajnije nebesko tijelo nakon Sunca, svjetlost kojega odražava (ne stvara vlastitu svjetlost poput zvijezda). Puni Mjesec prividne je zvjezdane veličine –12,74, albedo mu je 0,07, a kutni promjer se vidi pod kutom od približno 0,5°. Zemlji okreće stalno istu stranu, jer se obilazak i vrtnja odvijaju u istome smjeru, a vremena obilaska i okreta jednaka su, što je posljedica Zemljina plimnog utjecaja. Staza mu je nagnuta prema ravnini ekliptike za 5° 9'. Više od polovice površine Mjeseca vidi se zbog libracije (59%). Mjesečeve mijene promjene su Mjesečeve osvijetljenosti tijekom sinodičkoga mjeseca (mladi Mjesec ili mlađak, prva četvrt, puni Mjesec ili uštap i posljednja ili zadnja četvrt), a nastaju zbog stalne promjene Mjesečeva položaja prema Zemlji i Suncu. Kada Mjesec uđe u Zemljinu sjenu, nastaje pomrčina Mjeseca, a kada dođe u spojnicu (Mjesečevi čvorovi) između Zemlje i Sunca, nastaje pomrčina Sunca. Privlačne sile Mjeseca i Sunca uzrokuju na Zemlji morske mijene (plimu i oseku). Svojom privlačnošću Mjesec utječe na Zemljinu stazu oko Sunca (nutacija).

## Terestrički planeti
Terestrički planeti su planeti s čvrstom površinom, za razliku od plinovitih divova. Naziv "terestrički" je nastao od latinske riječi "terra" što znači "Zemlja", pa bi se atribut "terestrički" mogao prevesti kao "Zemljoliki". Često ih se još naziva "unutarnjim planetima". Najvećim dijelom se sastoje od stijena, malog su promjera, prosječno oko 5 puta veće gustoće od vode i imaju rijetku atmosferu. Od plinovitih divova su odijeljeni pojasom asteroida za koji postoji pretpostavka da predstavlja ostatke neuspjelog, neformiranog petog terestričkog planeta (pojas se nalazi između Marsa i Jupitera). 
Terestrički planeti su tijekom svog stvaranja bili pod utjecajem više temperature i jače gravitacije, te su zato manji i bogati tvrđim materijalima poput silicija i željeza. Struktura sva četiri terestrička planeta našeg Sunčevog sustava je slična: u njima se nalazi metalna jezgra, oko koje se nalazi silikatni omotač. Od otkrivenih egzoplaneta, manji dio čine egzoplaneti terestričkog tipa. Mnogo veći broj otkrivenih egzoplaneta čine plinoviti divovi. Terestrički planeti našeg Sunčevog sustava su:
- Merkur
- Venera
- Zemlja
- Mars

## Asteroidi ili planetoidi
Asteroidi ili planetoidi su kamena ili metalna nebeska tijela promjera većeg od 1 metar, koji samostalno ili u skupini sličnih tijela obilaze oko Sunca. Većina planetoida obilazi Sunce u glavnom planetoidnom pojasu (asteroidni pojas) između Marsa i Jupitera, dio prilazi Suncu bliže od Marsa (Amori) i Zemlje (Apoloni) i nazivaju se Zemlji bliski asteroidi, dio se giba u putanji Jupitera ili drugih planeta (Trojanci). U usporedbi s planetima mnogo su manji i najčešće nepravilnog oblika. Nastali su od ostataka protoplanetarne tvari koja se nije pripojila planetima za vrijeme stvaranja sustava iz protoplanetarnog diska. Najčešće kruže oko matične zvijezde vlastitom putanjom ili kao prirodni sateliti (mjeseci) većih planeta. Neke od njih nalazimo vezane gravitacijskim silama uz planete, u grupama koje orbitiraju u putanji planeta, ispred ili iza. Iako se donedavno mislilo drukčije, otkriveno je da asteroidi mogu imati vlastite mjesece kada je u orbiti oko asteroida 243 Ida pronađen satelit nazvan Dactyl. Do sada ih je otkriveno blizu 80 000, a oko 11 000 ih je dobilo službena imena - redni broj i ime. Procjenjuje se da bi ih u našem sustavu moglo biti nekoliko milijuna.
Prema spektralnoj analizi odrazne svjetlosti planetoidi se mogu podijeliti na ugljikove (C), kojih je oko 75% i sadrže tamne ugljikove spojeve, metalne (M), kojih je oko 8%, i silikatne (S), kojih je oko 17%. U Hrvatskoj, u Zvjezdarnici Višnjan, otkriveno je nekoliko tisuća planetoida. Teleskopom se ni najvećemu planetoidu ne vidi tijelo, pa im se promjeri mjere posredno, prilikom okultacija zvijezda ili iz sjaja uz procijenjeni albedo. S pomoću svemirskih letjelica snimljeni su 433 Eros, 951 Gaspra, 243 Ida, 25143 Itokawa, 253 Mathilde i drugi. Trans-neptunski objekti ili nebeska tijela koja su dalja od Neptuna obično se ne smatraju planetoidima.

## Jovijanski planeti
U Sunčevom sustavu se nalaze 4 plinovita diva koji se zajednički nazivaju jovijanskim planetima. To su Jupiter, Saturn, Uran i Neptun. Ova se 4 planeta često nazivaju i Jovijanski planeti. Znanstvenici često planete Uran i Neptun svrstavaju u posebnu podklasu planeta - ledene divove ili uranske planete, zbog činjenice da su sastavljeni uglavnom od leda i stijenja te plina, za razliku od "klasičnih" plinovitih divova kao što su Jupiter i Saturn. Uran i Neptun imaju mnogo manji udio vodika i helija zbog njihove veće udaljenosti od Sunca.

## Astronomska pomagala
- Teleskop
- Računalo
- Zvjezdane karte
- Astrofotografija
- Opservatorij
- Radio teleskop
- Interferometar
- Spektroskop

## Poznati astronomi
- Tycho Brache
- Ruđer Bošković
- Gabrijel Divjanović
- al-Farghani
- Galileo Galilei
- Edmond Halley
- Wilhelm Herschel
- Edwin Hubble
- Johannes Kepler
- Carl Sagan
- Nikola Kopernik
- Korado Korlević
- Oton Kučera
- Pierre-Simon Laplace
- Milutin Milanković
- Isaac Newton
- Klaudije Ptolemej
- Vladis Vujnović

## Vanjske poveznice
- Zvjezdarnica - astronomski portal
- Web courseware Povijest fizike